# EHF Liga Mistrzów 2017/2018 (grupa B)
EHF Liga Mistrzów 2017/2018 - rozgrywki i tabela grupy B
| Lp. | Drużyna                      | M  | Mecze | Mecze | Mecze | Bramki | Bramki | Bramki | Pkt |
| Lp. | Drużyna                      | M  | W     | R     | P     | +      | −      | +/−    | Pkt |
| --- | ---------------------------- | -- | ----- | ----- | ----- | ------ | ------ | ------ | --- |
| 1.  | Paris Saint-Germain Handball | 14 | 11    | 1     | 2     | 424    | 380    | +44    | 23  |
| 2.  | MVM Veszprém KC              | 14 | 8     | 2     | 4     | 407    | 378    | +29    | 18  |
| 3.  | SG Flensburg-Handewitt       | 14 | 7     | 4     | 3     | 410    | 391    | +19    | 18  |
| 4.  | THW Kiel                     | 14 | 7     | 2     | 5     | 366    | 363    | +3     | 16  |
| 5.  | PGE Vive Kielce              | 14 | 6     | 3     | 5     | 418    | 408    | +10    | 15  |
| 6.  | Mieszkow Brześć              | 14 | 4     | 2     | 8     | 374    | 406    | −32    | 10  |
| 7.  | RK Celje                     | 14 | 3     | 1     | 10    | 398    | 434    | −36    | 7   |
| 8.  | Aalborg Håndbold             | 14 | 2     | 1     | 11    | 364    | 405    | −41    | 5   |

| Gospodarz \ Gość       | VES   | KCE   | PSG   | AAB   | MES   | CEL   | FLE   | KIE   |
| MVM Veszprém KC        |       | 31:26 | 24:29 | 30:24 | 34:22 | 29:22 | 28:27 | 26:24 |
| PGE Vive Kielce        | 32:32 |       | 29:30 | 28:27 | 33:28 | 37:31 | 25:25 | 32:21 |
| Paris SG Handball      | 33:28 | 33:28 |       | 31:28 | 32:28 | 32:27 | 29:31 | 31:31 |
| Aalborg Håndbold       | 29:26 | 30:34 | 26:33 |       | 20:23 | 32:30 | 24:31 | 20:27 |
| HC Meszkow Brześć      | 26:29 | 28:25 | 29:28 | 23:23 |       | 29:24 | 28:30 | 24:25 |
| Celje Pivovarna Laško  | 31:39 | 31:27 | 26:31 | 32:28 | 33:33 |       | 27:30 | 27:28 |
| SG Flensburg-Handewitt | 31:31 | 32:32 | 33:29 | 30:27 | 37:30 | 33:28 |       | 30:33 |
| THW Kiel               | 22:20 | 29:30 | 22:25 | 27:26 | 33:23 | 26:29 | 20:20 |       |

| 16 września 201717:00 | Mieszkow Brześć                                                    | 28:25(15:11) | PGE Vive Kielce   | Pałac sportu "Viktoria", Brześć Widzów: 2800 Sędzia: Aleksandar Pandžić Ivan Mošorinski |
| 16 września 201717:00 | Aleksandr Szkurinski 5 Dzmitryj Nikulenkau 5 Konstantin Igropuło 5 | 28:25(15:11) | 4 Alex Dujshebaev | Pałac sportu "Viktoria", Brześć Widzów: 2800 Sędzia: Aleksandar Pandžić Ivan Mošorinski |
| 16 września 201717:00 | 3× · 3× · 1×                                                       | 28:25(15:11) | 1× · 3×           | Pałac sportu "Viktoria", Brześć Widzów: 2800 Sędzia: Aleksandar Pandžić Ivan Mošorinski |

| 16 września 201717:30 | RK Celje      | 31:39(18:16) | MVM Veszprém KC | Dvorana Zlatorog, Celje Widzów: 4185 Sędzia: Lars Geipel Marcus Helbig |
| 16 września 201717:30 | Žiga Mlakar 8 | 31:39(18:16) | 9 Máté Lékai    | Dvorana Zlatorog, Celje Widzów: 4185 Sędzia: Lars Geipel Marcus Helbig |
| 16 września 201717:30 | 3× · 2×       | 31:39(18:16) | 6× · 3×         | Dvorana Zlatorog, Celje Widzów: 4185 Sędzia: Lars Geipel Marcus Helbig |

| 16 września 201717:30 | SG Flensburg-Handewitt | 30:27(13:15) | Aalborg Håndbold                 | Flens-Arena, Flensburg Widzów: 3670 Sędzia: Stevann Pichon Laurent Reveret |
| 16 września 201717:30 | Holger Glandorf 8      | 30:27(13:15) | 7 Buster Juul-Lassen Engelbrecht | Flens-Arena, Flensburg Widzów: 3670 Sędzia: Stevann Pichon Laurent Reveret |
| 16 września 201717:30 | 6× · 3×                | 30:27(13:15) | 4× · 2×                          | Flens-Arena, Flensburg Widzów: 3670 Sędzia: Stevann Pichon Laurent Reveret |

| 17 września 201717:15 | THW Kiel      | 22:25(10:12) | Paris Saint-Germain Handball | Sparkassen-Arena, Kilonia Widzów: 10049 Sędzia: Matija Gubica Boris Milošević |
| 17 września 201717:15 | Marko Vujin 5 | 22:25(10:12) | 6 Sander Sagosen             | Sparkassen-Arena, Kilonia Widzów: 10049 Sędzia: Matija Gubica Boris Milošević |
| 17 września 201717:15 | 3× · 3×       | 22:25(10:12) | 2× · 3×                      | Sparkassen-Arena, Kilonia Widzów: 10049 Sędzia: Matija Gubica Boris Milošević |

| 23 września 201717:30 | MVM Veszprém KC | 28:27(15:14) | SG Flensburg-Handewitt | Veszprém Aréna, Veszprém Widzów: 5019 Sędzia: Nenad Nikolić Dušan Stojković |
| 23 września 201717:30 | Máté Lékai 9    | 28:27(15:14) | 6 Hampus Wanne         | Veszprém Aréna, Veszprém Widzów: 5019 Sędzia: Nenad Nikolić Dušan Stojković |
| 23 września 201717:30 | 1× · 3×         | 28:27(15:14) | 4× · 3×                | Veszprém Aréna, Veszprém Widzów: 5019 Sędzia: Nenad Nikolić Dušan Stojković |

| 24 września 201716:50 | Aalborg Håndbold          | 32:30(15:13) | RK Celje       | Gigantium Arena, Aalborg Widzów: 3357 Sędzia: Arthur Brunner Morad Salah |
| 24 września 201716:50 | Patrick Wiesmach Larsen 8 | 32:30(15:13) | 14 Žiga Mlakar | Gigantium Arena, Aalborg Widzów: 3357 Sędzia: Arthur Brunner Morad Salah |
| 24 września 201716:50 | 3× · 2×                   | 32:30(15:13) | 6× · 2× · 1×   | Gigantium Arena, Aalborg Widzów: 3357 Sędzia: Arthur Brunner Morad Salah |

| 24 września 201717:00 | Paris Saint-Germain Handball | 32:28(15:14) | Mieszkow Brześć                    | Stade Pierre de Coubertin, Paryż Widzów: 1900 Sędzia: Ivan Pavićević Miloš Ražnatović |
| 24 września 201717:00 | Uwe Gensheimer 7             | 32:28(15:14) | 5 Artsiom Kulak 5 Rastko Stojković | Stade Pierre de Coubertin, Paryż Widzów: 1900 Sędzia: Ivan Pavićević Miloš Ražnatović |
| 24 września 201717:00 | 1× · 2×                      | 32:28(15:14) | 3× · 3×                            | Stade Pierre de Coubertin, Paryż Widzów: 1900 Sędzia: Ivan Pavićević Miloš Ražnatović |

| 24 września 201718:30 | PGE Vive Kielce  | 32:21(18:11) | THW Kiel      | Hala Legionów, Kielce Widzów: 4000 Sędzia: Sorin-Laurenţiu Dinu Constantin Din |
| 24 września 201718:30 | Karol Bielecki 8 | 32:21(18:11) | 6 Rune Dahmke | Hala Legionów, Kielce Widzów: 4000 Sędzia: Sorin-Laurenţiu Dinu Constantin Din |
| 24 września 201718:30 | 4× · 3×          | 32:21(18:11) | 3× · 3×       | Hala Legionów, Kielce Widzów: 4000 Sędzia: Sorin-Laurenţiu Dinu Constantin Din |

| 27 września 201718:30 | THW Kiel       | 27:26(13:12) | Aalborg Håndbold          | Sparkassen-Arena, Kilonia Widzów: 8900 Sędzia: Bojan Lah David Sok |
| 27 września 201718:30 | Miha Zarabec 5 | 27:26(13:12) | 7 Patrick Wiesmach Larsen | Sparkassen-Arena, Kilonia Widzów: 8900 Sędzia: Bojan Lah David Sok |
| 27 września 201718:30 | 6× · 3×        | 27:26(13:12) | 5× · 2×                   | Sparkassen-Arena, Kilonia Widzów: 8900 Sędzia: Bojan Lah David Sok |

| 30 września 201717:00 | Mieszkow Brześć | 26:29(12:14) | MVM Veszprém KC | Pałac sportu "Viktoria", Brześć Widzów: 3100 Sędzia: Andreu Marín Ignacio García Serradilla |
| 30 września 201717:00 | Petar Đorđić 7  | 26:29(12:14) | 8 Máté Lékai    | Pałac sportu "Viktoria", Brześć Widzów: 3100 Sędzia: Andreu Marín Ignacio García Serradilla |
| 30 września 201717:00 | 2× · 2×         | 26:29(12:14) | 2× · 3×         | Pałac sportu "Viktoria", Brześć Widzów: 3100 Sędzia: Andreu Marín Ignacio García Serradilla |

| 30 września 201717:30 | SG Flensburg-Handewitt  | 33:29(13:14) | Paris Saint-Germain Handball | Flens-Arena, Flensburg Widzów: 5500 Sędzia: Václav Horáček Jiří Novotný |
| 30 września 201717:30 | Rasmus Lauge Schmidt 11 | 33:29(13:14) | 9 Uwe Gensheimer             | Flens-Arena, Flensburg Widzów: 5500 Sędzia: Václav Horáček Jiří Novotný |
| 30 września 201717:30 | 4× · 1×                 | 33:29(13:14) | 4× · 2×                      | Flens-Arena, Flensburg Widzów: 5500 Sędzia: Václav Horáček Jiří Novotný |

| 30 września 201719:00 | RK Celje     | 31:27(16:12) | PGE Vive Kielce | Dvorana Zlatorog, Celje Widzów: 3000 Sędzia: Mirza Kurtagic Mattias Wetterwik |
| 30 września 201719:00 | Gal Marguč 7 | 31:27(16:12) | 6 Darko Đukić   | Dvorana Zlatorog, Celje Widzów: 3000 Sędzia: Mirza Kurtagic Mattias Wetterwik |
| 30 września 201719:00 | 8× · 4× · 1× | 31:27(16:12) | 4× · 2×         | Dvorana Zlatorog, Celje Widzów: 3000 Sędzia: Mirza Kurtagic Mattias Wetterwik |

| 8 października 201715:00 | PGE Vive Kielce  | 25:25(10:10) | SG Flensburg-Handewitt | Hala Legionów, Kielce Widzów: 4018 Sędzia: Matija Gubica Boris Milošević |
| 8 października 201715:00 | Karol Bielecki 6 | 25:25(10:10) | 5 Marius Steinhauser   | Hala Legionów, Kielce Widzów: 4018 Sędzia: Matija Gubica Boris Milošević |
| 8 października 201715:00 | 2× · 1×          | 25:25(10:10) | 4× · 3×                | Hala Legionów, Kielce Widzów: 4018 Sędzia: Matija Gubica Boris Milošević |

| 8 października 201716:50 | Aalborg Håndbold       | 20:23(11:10) | Mieszkow Brześć | Gigantium Arena, Aalborg Widzów: 3417 Sędzia: Zigmārs Sondors Renārs Līcis |
| 8 października 201716:50 | Andreas Holst Jensen 4 | 20:23(11:10) | 7 Petar Đorđić  | Gigantium Arena, Aalborg Widzów: 3417 Sędzia: Zigmārs Sondors Renārs Līcis |
| 8 października 201716:50 | 1× · 4×                | 20:23(11:10) | 1× · 2×         | Gigantium Arena, Aalborg Widzów: 3417 Sędzia: Zigmārs Sondors Renārs Līcis |

| 8 października 201717:00 | MVM Veszprém KC | 26:24(12:15) | THW Kiel           | Veszprém Aréna, Veszprém Widzów: 5019 Sędzia: Evgeny Zotin Nikolay Volodkov |
| 8 października 201717:00 | Momir Ilić 6    | 26:24(12:15) | 8 Steffen Weinhold | Veszprém Aréna, Veszprém Widzów: 5019 Sędzia: Evgeny Zotin Nikolay Volodkov |
| 8 października 201717:00 | 3× · 3×         | 26:24(12:15) | 1× · 3×            | Veszprém Aréna, Veszprém Widzów: 5019 Sędzia: Evgeny Zotin Nikolay Volodkov |

| 8 października 201717:00 | Paris Saint-Germain Handball      | 32:27(18:14) | RK Celje       | Stade Pierre de Coubertin, Paryż Widzów: 2700 Sędzia: Duarte Santos Ricardo Fonseca |
| 8 października 201717:00 | Uwe Gensheimer 7 Sander Sagosen 7 | 32:27(18:14) | 10 Žiga Mlakar | Stade Pierre de Coubertin, Paryż Widzów: 2700 Sędzia: Duarte Santos Ricardo Fonseca |
| 8 października 201717:00 | 4× · 2×                           | 32:27(18:14) | 4× · 3×        | Stade Pierre de Coubertin, Paryż Widzów: 2700 Sędzia: Duarte Santos Ricardo Fonseca |

| 14 października 201719:00 | RK Celje     | 33:33(18:15) | Mieszkow Brześć       | Dvorana Zlatorog, Celje Widzów: 3000 Sędzia: Jónas Elíasson Anton Gylfi Pálsson |
| 14 października 201719:00 | Jaka Malus 7 | 33:33(18:15) | 7 Dzmitryj Nikulenkau | Dvorana Zlatorog, Celje Widzów: 3000 Sędzia: Jónas Elíasson Anton Gylfi Pálsson |
| 14 października 201719:00 | 4× · 3×      | 33:33(18:15) | 5× · 4×               | Dvorana Zlatorog, Celje Widzów: 3000 Sędzia: Jónas Elíasson Anton Gylfi Pálsson |

| 15 października 201716:50 | Aalborg Håndbold                 | 26:33(11:18) | Paris Saint-Germain Handball | Gigantium Arena, Aalborg Widzów: 5020 Sędzia: Sorin-Laurenţiu Dinu Constantin Din |
| 15 października 201716:50 | Juul-Lassen Buster Engelbrecht 8 | 26:33(11:18) |                              | Gigantium Arena, Aalborg Widzów: 5020 Sędzia: Sorin-Laurenţiu Dinu Constantin Din |

| 15 października 201718:30 | THW Kiel      | 20:20(9:7) | SG Flensburg-Handewitt            | Sparkassen-Arena, Kilonia Widzów: 10049 Sędzia: Andreu Marín Ignacio García Serradilla |
| 15 października 201718:30 | Marko Vujin 5 | 20:20(9:7) | 4 Lasse Svan Hansen 4 Kentin Mahé | Sparkassen-Arena, Kilonia Widzów: 10049 Sędzia: Andreu Marín Ignacio García Serradilla |
| 15 października 201718:30 | 4× · 3×       | 20:20(9:7) | 3× · 2×                           | Sparkassen-Arena, Kilonia Widzów: 10049 Sędzia: Andreu Marín Ignacio García Serradilla |

| 15 października 201719:00 | PGE Vive Kielce   | 32:32(16:15) | MVM Veszprém KC       | Hala Legionów, Kielce Widzów: 4200 Sędzia: Sławe Nikołow Ǵorǵi Naczewski |
| 15 października 201719:00 | Alex Dujshebaev 7 | 32:32(16:15) | 6 Kent Robin Tønnesen | Hala Legionów, Kielce Widzów: 4200 Sędzia: Sławe Nikołow Ǵorǵi Naczewski |
| 15 października 201719:00 | 4× · 4×           | 32:32(16:15) | 5× · 3× · 1×          | Hala Legionów, Kielce Widzów: 4200 Sędzia: Sławe Nikołow Ǵorǵi Naczewski |

| 1 listopada 201718:30 | SG Flensburg-Handewitt | 33:28(16:15) | RK Celje         | Flens-Arena, Flensburg Widzów: 4016 Sędzia: Martin Gjeding Mads Hansen |
| 1 listopada 201718:30 | Lasse Svan Hansen 7    | 33:28(16:15) | 9 Branko Vujović | Flens-Arena, Flensburg Widzów: 4016 Sędzia: Martin Gjeding Mads Hansen |
| 1 listopada 201718:30 | 4× · 3×                | 33:28(16:15) | 3× · 1× · 1×     | Flens-Arena, Flensburg Widzów: 4016 Sędzia: Martin Gjeding Mads Hansen |

| 4 listopada 201717:30 | MVM Veszprém KC | 30:24(16:10) | Aalborg Håndbold    | Veszprém Aréna, Veszprém Widzów: 5019 Sędzia: Miljan Vešović Novica Mitrović |
| 4 listopada 201717:30 | Máté Lékai 7    | 30:24(16:10) | 6 Simon Hald Jensen | Veszprém Aréna, Veszprém Widzów: 5019 Sędzia: Miljan Vešović Novica Mitrović |
| 4 listopada 201717:30 | 5× · 4× · 1×    | 30:24(16:10) | 4× · 3×             | Veszprém Aréna, Veszprém Widzów: 5019 Sędzia: Miljan Vešović Novica Mitrović |

| 4 listopada 201719:30 | Mieszkow Brześć      | 24:25(14:12) | THW Kiel                     | Pałac sportu "Viktoria", Brześć Widzów: 3450 Sędzia: Vaidas Mažeika Mindaugas Gatelis |
| 4 listopada 201719:30 | Siarhiej Szyłowicz 6 | 24:25(14:12) | 6 Marko Vujin 6 Nikola Bilyk | Pałac sportu "Viktoria", Brześć Widzów: 3450 Sędzia: Vaidas Mažeika Mindaugas Gatelis |
| 4 listopada 201719:30 | 3× · 3×              | 24:25(14:12) | 3× · 3×                      | Pałac sportu "Viktoria", Brześć Widzów: 3450 Sędzia: Vaidas Mažeika Mindaugas Gatelis |

| 5 listopada 201717:00 | Paris Saint-Germain Handball | 33:28(18:16) | PGE Vive Kielce   | Stade Pierre de Coubertin, Paryż Widzów: 2837 Sędzia: Óscar Raluy López Ángel Sabroso Ramírez |
| 5 listopada 201717:00 | Nedim Remili 7               | 33:28(18:16) | 5 Alex Dujshebaev | Stade Pierre de Coubertin, Paryż Widzów: 2837 Sędzia: Óscar Raluy López Ángel Sabroso Ramírez |
| 5 listopada 201717:00 | 1× · 3×                      | 33:28(18:16) | 2× · 2×           | Stade Pierre de Coubertin, Paryż Widzów: 2837 Sędzia: Óscar Raluy López Ángel Sabroso Ramírez |

| 11 listopada 201719:30 | Mieszkow Brześć    | 28:30(15:16) | SG Flensburg-Handewitt | Pałac sportu "Viktoria", Brześć Widzów: 3250 Sędzia: Arthur Brunner Morad Salah |
| 11 listopada 201719:30 | Rastko Stojković 6 | 28:30(15:16) | 7 Hampus Wanne         | Pałac sportu "Viktoria", Brześć Widzów: 3250 Sędzia: Arthur Brunner Morad Salah |
| 11 listopada 201719:30 | 3× · 3×            | 28:30(15:16) | 2× · 3×                | Pałac sportu "Viktoria", Brześć Widzów: 3250 Sędzia: Arthur Brunner Morad Salah |

| 12 listopada 201716:50 | Aalborg Håndbold      | 30:34(14:18) | PGE Vive Kielce                      | Gigantium Arena, Aalborg Widzów: 3454 Sędzia: Nenad Nikolić Dušan Stojković |
| 12 listopada 201716:50 | Janus Daði Smárason 8 | 30:34(14:18) | 5 Michał Jurecki 5 Julen Aguinagalde | Gigantium Arena, Aalborg Widzów: 3454 Sędzia: Nenad Nikolić Dušan Stojković |
| 12 listopada 201716:50 | 1× · 3×               | 30:34(14:18) | 3× · 3×                              | Gigantium Arena, Aalborg Widzów: 3454 Sędzia: Nenad Nikolić Dušan Stojković |

| 12 listopada 201717:00 | THW Kiel        | 26:29(15:14) | RK Celje     | Sparkassen-Arena, Kilonia Widzów: 8700 Sędzia: Péter Horváth Balázs Marton |
| 12 listopada 201717:00 | Niclas Ekberg 6 | 26:29(15:14) | 8 Jaka Malus | Sparkassen-Arena, Kilonia Widzów: 8700 Sędzia: Péter Horváth Balázs Marton |
| 12 listopada 201717:00 | 2× · 3×         | 26:29(15:14) | 5× · 2×      | Sparkassen-Arena, Kilonia Widzów: 8700 Sędzia: Péter Horváth Balázs Marton |

| 12 listopada 201717:00 | Paris Saint-Germain Handball | 33:28(19:14) | MVM Veszprém KC                      | Stade Pierre de Coubertin, Paryż Widzów: 2800 Sędzia: Martin Gjeding Mads Hansen |
| 12 listopada 201717:00 | Nikola Karabatić 8           | 33:28(19:14) | 5 Kent Robin Tønnesen 4 Dragan Gajić | Stade Pierre de Coubertin, Paryż Widzów: 2800 Sędzia: Martin Gjeding Mads Hansen |
| 12 listopada 201717:00 | 7× · 2×                      | 33:28(19:14) | 7× · 2×                              | Stade Pierre de Coubertin, Paryż Widzów: 2800 Sędzia: Martin Gjeding Mads Hansen |

| 18 listopada 201716:00 | PGE Vive Kielce  | 28:27(15:14) | Aalborg Håndbold      | Hala Legionów, Kielce Widzów: 4000 Sędzia: Vaidas Mažeika Mindaugas Gatelis |
| 18 listopada 201716:00 | Karol Bielecki 7 | 28:27(15:14) | 6 Janus Daði Smárason | Hala Legionów, Kielce Widzów: 4000 Sędzia: Vaidas Mažeika Mindaugas Gatelis |
| 18 listopada 201716:00 | 1× · 2×          | 28:27(15:14) | 5× · 3×               | Hala Legionów, Kielce Widzów: 4000 Sędzia: Vaidas Mažeika Mindaugas Gatelis |

| 18 listopada 201717:30 | MVM Veszprém KC | 24:29(12:12) | Paris Saint-Germain Handball | Veszprém Aréna, Veszprém Widzów: 5019 Sędzia: Zigmārs Sondors Renārs Līcis |
| 18 listopada 201717:30 | Máté Lékai 8    | 24:29(12:12) | 10 Uwe Gensheimer            | Veszprém Aréna, Veszprém Widzów: 5019 Sędzia: Zigmārs Sondors Renārs Līcis |
| 18 listopada 201717:30 | 4× · 3×         | 24:29(12:12) | 1× · 1×                      | Veszprém Aréna, Veszprém Widzów: 5019 Sędzia: Zigmārs Sondors Renārs Līcis |

| 19 listopada 201717:00 | RK Celje                      | 27:28(14:15) | THW Kiel        | Dvorana Zlatorog, Celje Widzów: 4600 Sędzia: Ivan Caçador Eurico Nicolau |
| 19 listopada 201717:00 | Branko Vujović 5 Gal Marguč 5 | 27:28(14:15) | 7 Niclas Ekberg | Dvorana Zlatorog, Celje Widzów: 4600 Sędzia: Ivan Caçador Eurico Nicolau |
| 19 listopada 201717:00 | 4× · 3×                       | 27:28(14:15) | 5× · 3×         | Dvorana Zlatorog, Celje Widzów: 4600 Sędzia: Ivan Caçador Eurico Nicolau |

| 19 listopada 201719:00 | SG Flensburg-Handewitt | 37:30(20:13) | Mieszkow Brześć        | Flens-Arena, Flensburg Widzów: 3855 Sędzia: Duarte Santos Ricardo Fonseca |
| 19 listopada 201719:00 | Holger Glandorf 9      | 37:30(20:13) | 6 Aleksandr Szkurinski | Flens-Arena, Flensburg Widzów: 3855 Sędzia: Duarte Santos Ricardo Fonseca |
| 19 listopada 201719:00 | 6× · 2×                | 37:30(20:13) | 4× · 2×                | Flens-Arena, Flensburg Widzów: 3855 Sędzia: Duarte Santos Ricardo Fonseca |

| 25 listopada 201717:30 | THW Kiel          | 33:23(15:10) | Mieszkow Brześć | Sparkassen-Arena, Kilonia Widzów: 9000 Sędzia: Sławe Nikołow Ǵorǵi Naczewski |
| 25 listopada 201717:30 | Patrick Wiencek 7 | 33:23(15:10) | 5 Arciom Kułak  | Sparkassen-Arena, Kilonia Widzów: 9000 Sędzia: Sławe Nikołow Ǵorǵi Naczewski |
| 25 listopada 201717:30 | 2× · 3×           | 33:23(15:10) | 3× · 3×         | Sparkassen-Arena, Kilonia Widzów: 9000 Sędzia: Sławe Nikołow Ǵorǵi Naczewski |

| 26 listopada 201716:50 | Aalborg Håndbold       | 29:26(14:13) | MVM Veszprém KC | Gigantium Arena, Aalborg Widzów: 3267 Sędzia: Matija Gubica Boris Milošević |
| 26 listopada 201716:50 | Andreas Holst Jensen 6 | 29:26(14:13) | 6 Máté Lékai    | Gigantium Arena, Aalborg Widzów: 3267 Sędzia: Matija Gubica Boris Milošević |
| 26 listopada 201716:50 | 3× · 3×                | 29:26(14:13) | 5× · 3×         | Gigantium Arena, Aalborg Widzów: 3267 Sędzia: Matija Gubica Boris Milošević |

| 26 listopada 201717:00 | RK Celje      | 27:30(14:16) | SG Flensburg-Handewitt                | Dvorana Zlatorog, Celje Widzów: 3350 Sędzia: Sorin-Laurenţiu Dinu Constantin Din |
| 26 listopada 201717:00 | Jan Jurečič 7 | 27:30(14:16) | 6 Simon Jeppsson 7 Marius Steinhauser | Dvorana Zlatorog, Celje Widzów: 3350 Sędzia: Sorin-Laurenţiu Dinu Constantin Din |
| 26 listopada 201717:00 | 4× · 3×       | 27:30(14:16) | 6× · 3×                               | Dvorana Zlatorog, Celje Widzów: 3350 Sędzia: Sorin-Laurenţiu Dinu Constantin Din |

| 26 listopada 201719:00 | PGE Vive Kielce                      | 29:30(11:15) | Paris Saint-Germain Handball | Hala Legionów, Kielce Widzów: 4200 Sędzia: Lars Geipel Marcus Helbig |
| 26 listopada 201719:00 | Michał Jurecki 5 Julen Aguinagalde 5 | 29:30(11:15) | 8 Uwe Gensheimer             | Hala Legionów, Kielce Widzów: 4200 Sędzia: Lars Geipel Marcus Helbig |
| 26 listopada 201719:00 | 6× · 1×                              | 29:30(11:15) | 7× · 2× · 1×                 | Hala Legionów, Kielce Widzów: 4200 Sędzia: Lars Geipel Marcus Helbig |

| 29 listopada 201719:30 | SG Flensburg-Handewitt | 30:33(15:16) | THW Kiel              | Flens-Arena, Flensburg Widzów: 6000 Sędzia: Nenad Nikolić Dušan Stojković |
| 29 listopada 201719:30 | Hampus Wanne 7         | 30:33(15:16) | 7 Christian Dissinger | Flens-Arena, Flensburg Widzów: 6000 Sędzia: Nenad Nikolić Dušan Stojković |
| 29 listopada 201719:30 | 1× · 3× · 1×           | 30:33(15:16) | 4× · 3×               | Flens-Arena, Flensburg Widzów: 6000 Sędzia: Nenad Nikolić Dušan Stojković |

| 2 grudnia 201717:30 | Paris Saint-Germain Handball | 31:28(16:14) | Aalborg Håndbold       | Stade Pierre de Coubertin, Paryż Widzów: 2740 Sędzia: Marek Baranowski Bogdan Lemanowicz |
| 2 grudnia 201717:30 | Uwe Gensheimer 10            | 31:28(16:14) | 9 Andreas Holst Jensen | Stade Pierre de Coubertin, Paryż Widzów: 2740 Sędzia: Marek Baranowski Bogdan Lemanowicz |
| 2 grudnia 201717:30 | 3× · 3×                      | 31:28(16:14) | 4× · 4×                | Stade Pierre de Coubertin, Paryż Widzów: 2740 Sędzia: Marek Baranowski Bogdan Lemanowicz |

| 2 grudnia 201718:00 | MVM Veszprém KC   | 31:26(15:15) | PGE Vive Kielce  | Veszprém Aréna, Veszprém Widzów: 5080 Sędzia: Václav Horáček Jiří Novotný |
| 2 grudnia 201718:00 | Andreas Nilsson 8 | 31:26(15:15) | 9 Michał Jurecki | Veszprém Aréna, Veszprém Widzów: 5080 Sędzia: Václav Horáček Jiří Novotný |
| 2 grudnia 201718:00 | 7× · 2×           | 31:26(15:15) | 4× · 4×          | Veszprém Aréna, Veszprém Widzów: 5080 Sędzia: Václav Horáček Jiří Novotný |

| 2 grudnia 201718:15 | Mieszkow Brześć   | 29:24(15:14) | RK Celje            | Pałac sportu "Viktoria", Brześć Widzów: 3100 Sędzia: Stevann Pichon Laurent Reveret |
| 2 grudnia 201718:15 | Dzianis Rutenka 4 | 29:24(15:14) | 7 Daniel Dujshebaev | Pałac sportu "Viktoria", Brześć Widzów: 3100 Sędzia: Stevann Pichon Laurent Reveret |
| 2 grudnia 201718:15 | 1× · 3×           | 29:24(15:14) | 4× · 1×             | Pałac sportu "Viktoria", Brześć Widzów: 3100 Sędzia: Stevann Pichon Laurent Reveret |

| 7 lutego 201819:30 | THW Kiel                        | 22:20(14:9) | MVM Veszprém KC | Sparkassen-Arena, Kilonia Widzów: 9500 Sędzia: Peter Brunovský Vladimír Čanda |
| 7 lutego 201819:30 | Niclas Ekberg 7 Lukas Nilsson 7 | 22:20(14:9) | 5 Momir Ilić    | Sparkassen-Arena, Kilonia Widzów: 9500 Sędzia: Peter Brunovský Vladimír Čanda |
| 7 lutego 201819:30 | 4× · 1×                         | 22:20(14:9) | 4× · 3×         | Sparkassen-Arena, Kilonia Widzów: 9500 Sędzia: Peter Brunovský Vladimír Čanda |

| 7 lutego 201820:00 | Mieszkow Brześć | 23:23(10:12) | Aalborg Håndbold             | Pałac sportu "Viktoria", Brześć Widzów: 3150 Sędzia: Fabian Baumgart Sascha Wild |
| 7 lutego 201820:00 | Petar Đorđić 5  | 23:23(10:12) | 5 Tobias Hansesgaard Ellebæk | Pałac sportu "Viktoria", Brześć Widzów: 3150 Sędzia: Fabian Baumgart Sascha Wild |
| 7 lutego 201820:00 | 3× · 3×         | 23:23(10:12) | 3× · 3×                      | Pałac sportu "Viktoria", Brześć Widzów: 3150 Sędzia: Fabian Baumgart Sascha Wild |

| 11 lutego 201817:00 | RK Celje          | 26:31(13:17) | Paris Saint-Germain Handball | Dvorana Zlatorog, Celje Widzów: 5600 Sędzia: Andreu Marín Ignacio García Serradilla |
| 11 lutego 201817:00 | Borut Mačkovšek 7 | 26:31(13:17) | 7 Uwe Gensheimer             | Dvorana Zlatorog, Celje Widzów: 5600 Sędzia: Andreu Marín Ignacio García Serradilla |
| 11 lutego 201817:00 | 4× · 3×           | 26:31(13:17) | 6× · 3×                      | Dvorana Zlatorog, Celje Widzów: 5600 Sędzia: Andreu Marín Ignacio García Serradilla |

| 11 lutego 201819:00 | SG Flensburg-Handewitt | 32:32(17:21) | PGE Vive Kielce  | Flens-Arena, Flensburg Widzów: 5314 Sędzia: Ivan Caçador Eurico Nicolau |
| 11 lutego 201819:00 | Rasmus Lauge Schmidt 9 | 32:32(17:21) | 8 Michał Jurecki | Flens-Arena, Flensburg Widzów: 5314 Sędzia: Ivan Caçador Eurico Nicolau |
| 11 lutego 201819:00 | 4× · 2×                | 32:32(17:21) | 3× · 2×          | Flens-Arena, Flensburg Widzów: 5314 Sędzia: Ivan Caçador Eurico Nicolau |

| 17 lutego 201816:00 | PGE Vive Kielce | 37:31(21:17) | RK Celje    | Hala Legionów, Kielce Widzów: 41000 Sędzia: Arthur Brunner Morad Salah |
| 17 lutego 201816:00 | Manuel Štrlek 6 | 37:31(21:17) | 6 Igor Anic | Hala Legionów, Kielce Widzów: 41000 Sędzia: Arthur Brunner Morad Salah |
| 17 lutego 201816:00 | 5× · 1×         | 37:31(21:17) | 5× · 2×     | Hala Legionów, Kielce Widzów: 41000 Sędzia: Arthur Brunner Morad Salah |

| 17 lutego 201817:30 | MVM Veszprém KC | 34:22(20:11) | Mieszkow Brześć                        | Veszprém Aréna, Veszprém Widzów: 5000 Sędzia: Amar Konjičanin Dino Konjičanin |
| 17 lutego 201817:30 | Momir Ilić 8    | 34:22(20:11) | 3 Rastko Stojković 3 Aleh Astrashapkin | Veszprém Aréna, Veszprém Widzów: 5000 Sędzia: Amar Konjičanin Dino Konjičanin |
| 17 lutego 201817:30 | 4× · 2×         | 34:22(20:11) | 1× · 2×                                | Veszprém Aréna, Veszprém Widzów: 5000 Sędzia: Amar Konjičanin Dino Konjičanin |

| 17 lutego 201817:30 | Paris Saint-Germain Handball        | 29:21(19:10) | SG Flensburg-Handewitt               | Stade Pierre de Coubertin, Paryż Widzów: 3500 Sędzia: Vaidas Mažeika Mindaugas Gatelis |
| 17 lutego 201817:30 | Uwe Gensheimer 5 Nikola Karabatić 5 | 29:21(19:10) | 6 Kentin Mahé 6 Magnus Abelvik Rød 6 | Stade Pierre de Coubertin, Paryż Widzów: 3500 Sędzia: Vaidas Mažeika Mindaugas Gatelis |
| 17 lutego 201817:30 | 3× · 2×                             | 29:21(19:10) | 2× · 3×                              | Stade Pierre de Coubertin, Paryż Widzów: 3500 Sędzia: Vaidas Mažeika Mindaugas Gatelis |

| 18 lutego 201816:50 | Aalborg Håndbold              | 20:27(11:15) | THW Kiel        | Gigantium Arena, Aalborg Widzów: 3874 Sędzia: Stevann Pichon Laurent Reveret |
| 18 lutego 201816:50 | Tobias Hansesgaard Ellebaek 7 | 20:27(11:15) | 7 Niclas Ekberg | Gigantium Arena, Aalborg Widzów: 3874 Sędzia: Stevann Pichon Laurent Reveret |
| 18 lutego 201816:50 | 1× · 3×                       | 20:27(11:15) | 4× · 3×         | Gigantium Arena, Aalborg Widzów: 3874 Sędzia: Stevann Pichon Laurent Reveret |

| 24 lutego 201817:30 | THW Kiel          | 29:30(17:16) | PGE Vive Kielce  | Sparkassen-Arena, Kilonia Widzów: 10285 Sędzia: Matija Gubica Boris Milošević |
| 24 lutego 201817:30 | Patrick Wiencek 8 | 29:30(17:16) | 6 Michał Jurecki | Sparkassen-Arena, Kilonia Widzów: 10285 Sędzia: Matija Gubica Boris Milošević |
| 24 lutego 201817:30 | 2× · 4×           | 29:30(17:16) | 3× · 2×          | Sparkassen-Arena, Kilonia Widzów: 10285 Sędzia: Matija Gubica Boris Milošević |

| 24 lutego 201819:30 | Mieszkow Brześć | 29:28(19:13) | Paris Saint-Germain Handball                 | Pałac sportu "Viktoria", Brześć Widzów: 3740 Sędzia: Sławe Nikołow Ǵorǵi Naczewski |
| 24 lutego 201819:30 | Petar Đorđić 10 | 29:28(19:13) | 4 Nedim Remili 4 Luc Abalo 4 Daniel Narcisse | Pałac sportu "Viktoria", Brześć Widzów: 3740 Sędzia: Sławe Nikołow Ǵorǵi Naczewski |
| 24 lutego 201819:30 | 2× · 3×         | 29:28(19:13) | 1× · 3×                                      | Pałac sportu "Viktoria", Brześć Widzów: 3740 Sędzia: Sławe Nikołow Ǵorǵi Naczewski |

| 24 lutego 201819:30 | RK Celje          | 32:28(15:12) | Aalborg Håndbold          | Dvorana Zlatorog, Celje Widzów: 2370 Sędzia: Ivan Pavićević Miloš Ražnatović |
| 24 lutego 201819:30 | Borut Mačkovšek 8 | 32:28(15:12) | 5 Magnus Saugstrup Jensen | Dvorana Zlatorog, Celje Widzów: 2370 Sędzia: Ivan Pavićević Miloš Ražnatović |
| 24 lutego 201819:30 | 4× · 2×           | 32:28(15:12) | 5× · 3×                   | Dvorana Zlatorog, Celje Widzów: 2370 Sędzia: Ivan Pavićević Miloš Ražnatović |

| 25 lutego 201817:00 | SG Flensburg-Handewitt                                             | 31:31(16:16) | MVM Veszprém KC                | Flens-Arena, Flensburg Widzów: 5500 Sędzia: Óscar Raluy López Ángel Sabroso Ramírez |
| 25 lutego 201817:00 | Holger Glandorf 5 Lasse Svan Hansen 5 Hampus Wanne 5 Kentin Mahé 5 | 31:31(16:16) | 5 Dragan Gajić 5 Gašper Marguč | Flens-Arena, Flensburg Widzów: 5500 Sędzia: Óscar Raluy López Ángel Sabroso Ramírez |
| 25 lutego 201817:00 | 3× · 3×                                                            | 31:31(16:16) | 5× · 2× · 1×                   | Flens-Arena, Flensburg Widzów: 5500 Sędzia: Óscar Raluy López Ángel Sabroso Ramírez |

| 3 marca 201816:00 | PGE Vive Kielce   | 33:28(20:17) | Mieszkow Brześć      | Hala Legionów, Kielce Widzów: 4060 Sędzia: Andreu Marín Ignacio García Serradilla |
| 3 marca 201816:00 | Alex Dujshebaev 6 | 33:28(20:17) | 6 Siarhiej Szyłowicz | Hala Legionów, Kielce Widzów: 4060 Sędzia: Andreu Marín Ignacio García Serradilla |
| 3 marca 201816:00 | 4× · 2×           | 33:28(20:17) | 4× · 2×              | Hala Legionów, Kielce Widzów: 4060 Sędzia: Andreu Marín Ignacio García Serradilla |

| 3 marca 201817:30 | MVM Veszprém KC | 29:22(13:11) | RK Celje     | Veszprém Aréna, Veszprém Widzów: 5019 Sędzia: Radojko Brkic Andrei Jusufhodzic |
| 3 marca 201817:30 | Máté Lékai 6    | 29:22(13:11) | 6 Jaka Malus | Veszprém Aréna, Veszprém Widzów: 5019 Sędzia: Radojko Brkic Andrei Jusufhodzic |
| 3 marca 201817:30 | 5× · 3×         | 29:22(13:11) | 1× · 3×      | Veszprém Aréna, Veszprém Widzów: 5019 Sędzia: Radojko Brkic Andrei Jusufhodzic |

| 4 marca 201816:50 | Aalborg Håndbold | 24:31(11:15) | SG Flensburg-Handewitt | Gigantium Arena, Aalborg Widzów: 4327 Sędzia: Michal Baďura Jaroslav Ondogrecula |
| 4 marca 201816:50 | Martin Larsen 7  | 24:31(11:15) | 6 Holger Glandorf      | Gigantium Arena, Aalborg Widzów: 4327 Sędzia: Michal Baďura Jaroslav Ondogrecula |
| 4 marca 201816:50 | 3× · 3×          | 24:31(11:15) | 5× · 2×                | Gigantium Arena, Aalborg Widzów: 4327 Sędzia: Michal Baďura Jaroslav Ondogrecula |

| 4 marca 201819:00 | Paris Saint-Germain Handball | 29:29(16:11) | THW Kiel       | Stade Pierre de Coubertin, Paryż Widzów: 3300 Sędzia: Zigmārs Sondors Renārs Līcis |
| 4 marca 201819:00 | Nedim Remili 5               | 29:29(16:11) | 11 Marko Vujin | Stade Pierre de Coubertin, Paryż Widzów: 3300 Sędzia: Zigmārs Sondors Renārs Līcis |
| 4 marca 201819:00 | 6× · 3× · 1×                 | 29:29(16:11) | 7× · 2× · 1×   | Stade Pierre de Coubertin, Paryż Widzów: 3300 Sędzia: Zigmārs Sondors Renārs Līcis |